# Megyer-Meyer Antal
Megyer-Meyer Antal (Budapest, 1883. április 28. – Budapest, 1948. július 8.) magyar iparművész, képzőművészeti főiskolai tanár.

## Élete
Meyer Szervác és Rutska Mária fia. A Képzőművészeti Főiskolán szerzett oklevelet 1906-ban. Tanári működését a Székesfővárosi Iparrajziskolában kezdte, 1923-ban a Képzőművészeti Főiskola tanára lett, 1937-39 között rektora, 1939-41 között pedig prorektora volt.
Művészetpedagógiai munkássága mellett az alkalmazott grafika és az iparművészeti tervezés csaknem minden műfajában (bútor- és szőnyegtervezés, kovácsoltvas, ötvösség, díszítőfestészet stb.) kamatoztatta sokoldalúságát. Sajátos stílusát a modern vonalvezetés és a történeti stílusjegyek alkalmazásával alakította ki. Több évtizeden át foglalkozott sorozatgyártásra kerülő egyházi iparművészeti fölszerelési tárgyak, kegytárgyak tervezésével, melyeket az Oberbauer cég forgalmazott.
Művei rendszeresen szerepeltek egyházművészeti kiállításokon. Egyik legjelentősebb műve a 34. Eucharisztikus világkongresszus óriási monstranciája (1938).
Halálát szívkoszorúér-rögösödés, érelmeszesedés okozta. Felesége Kádár Lujza.

## Egyéb egyházi alkotásai
- 1934: a budafoki Péter-Pál kápolna kifestésének terve
- 1936: a Központi Papnevelő Intézet (KPI) kápolnájának ajtaja az ő rajzai alapján készült (12 apostol, ill. őskeresztény szimbólumok), freskója a kápolna hátsó falán (Papszentelés az őskeresztényeknél)
- 1941: az egri Angolkisasszonyok templomának falfestése[5]
- 1941-1942: a mátraházai templom berendezése és kifestése

A Corvin-koszorú (1941) és több nemzetközi Grand Prix tulajdonosa.
Hagyatéka az MTA Művészettörténeti Kutatóintézetébe került.